# Осова
Осова је насељено мјесто у општини Жепче, Босна и Херцеговина.

## Историја
Осова до 2001. била у саставу општине Завидовићи.

## Становништво
|        | 2013.        | 1991.        | 1981.        | 1971.        |
| Укупно | 441 (100,0%) | 561 (100,0%) | 583 (100,0%) | 561 (100,0%) |
| Хрвати | 441 (100,0%) | 559 (99,64%) | 579 (99,31%) | 560 (99,82%) |
| Остали | –            | 2 (0,357%)   | 3 (0,515%)   | 1 (0,178%)   |
| Срби   | –            | –            | 1 (0,172%)   | –            |